# Барат (Вишњан)
Барат (итал. Baratto) је насељено место у унутрашњости Истарске жупаније, Република Хрватска. Административно је у саставу општине Вишњан.

## Географија
Анжићи се налазе се у унутрашњем делу западне Истре, 2 км јужно од општинског середишта Вишњана, у благо брежуљкастом крајолику, на надморској висини од 243 м. Становништво се бави пољопривредом (винова лоза, маслина, кукуруз и пшеница и сточарством (овце, говеда, свиње и магарци) .

## Историја
До територијалне реорганизације у Хрватској налазили су се у саставу старе општине Пореч.
Подручје је било насељено од праисторије и антике, а од X и XII века било је у власти поречког бискупа, а затим мотовунске општине. Од доласка под власт Веневије прикњучено је вишњанској општини.

## Становништво
Према задњем попису становништва из 2011. године у насељу Барат су живела 23 становника.
Кретање броја становника по пописима 1857—2001.
| година пописа  | 1857 | 1869 | 1880 | 1890 | 1900 | 1910 | 1921 | 1931 | 1948 | 1953 | 1961 | 1971 | 1981 | 1991 | 2001 | 2011 |
| бр. становника | 0    | 0    | 40   | 57   | 72   | 68   | 0    | 0    | 49   | 38   | 38   | 16   | 17   | 24   | 25   | 23   |

Напомена: У 1857, 1869, 1921. i 1931. подаци су садржани у насељу Бачва. Од 1880. до 1910. исказивано као део насеља.